# Telémaco Susini
Telémaco Susini (Buenos Aires, 27 de enero de 1856 - Ibídem, 1 de junio de 1936) fue un médico argentino.

## Formación educativa
Cursó sus estudios de medicina en la Universidad de Buenos Aires. Profundamente anticlerical, siendo estudiante universitario lideró el incendio del Colegio del Salvador, en 1875. Durante el transcurso de sus estudios sintió una inclinación permanente hacia todo el conocimiento de la anatomía humana, más precisamente de las estructuras de los órganos y sus enfermedades, es decir, la anatomopatología. Así, su tesis doctoral Contribución al estudio del empacho fue el comienzo de una reconocida y fructífera carrera académica y docente.
Luego viajó a Europa para perfeccionar sus conocimientos. Allí, fue discípulo de Luis Pasteur y de Robert Koch (fundador de la bacteriología médica y descubridor del bacilo que produce la tuberculosis). Estos maestros se encontraban, por ese tiempo, en estrecha competencia por el logro de una vacuna contra el ántrax maligno e impulsaron a Susini a investigar sobre el carbunco del ganado la enfermedad virulenta y contagiosa de lanares, vacunos y cabríos que puede transmitirse a la especie humana, enfermedad que resultó ser causada por el mismo agente patógeno. En Europa, además, se especializó en otorrinolaringología, y fue, una vez de regreso en la Argentina, el primer especialista del país. Más tarde se constituiría en un formador de nuevos especialistas.

## Vuelta a su país

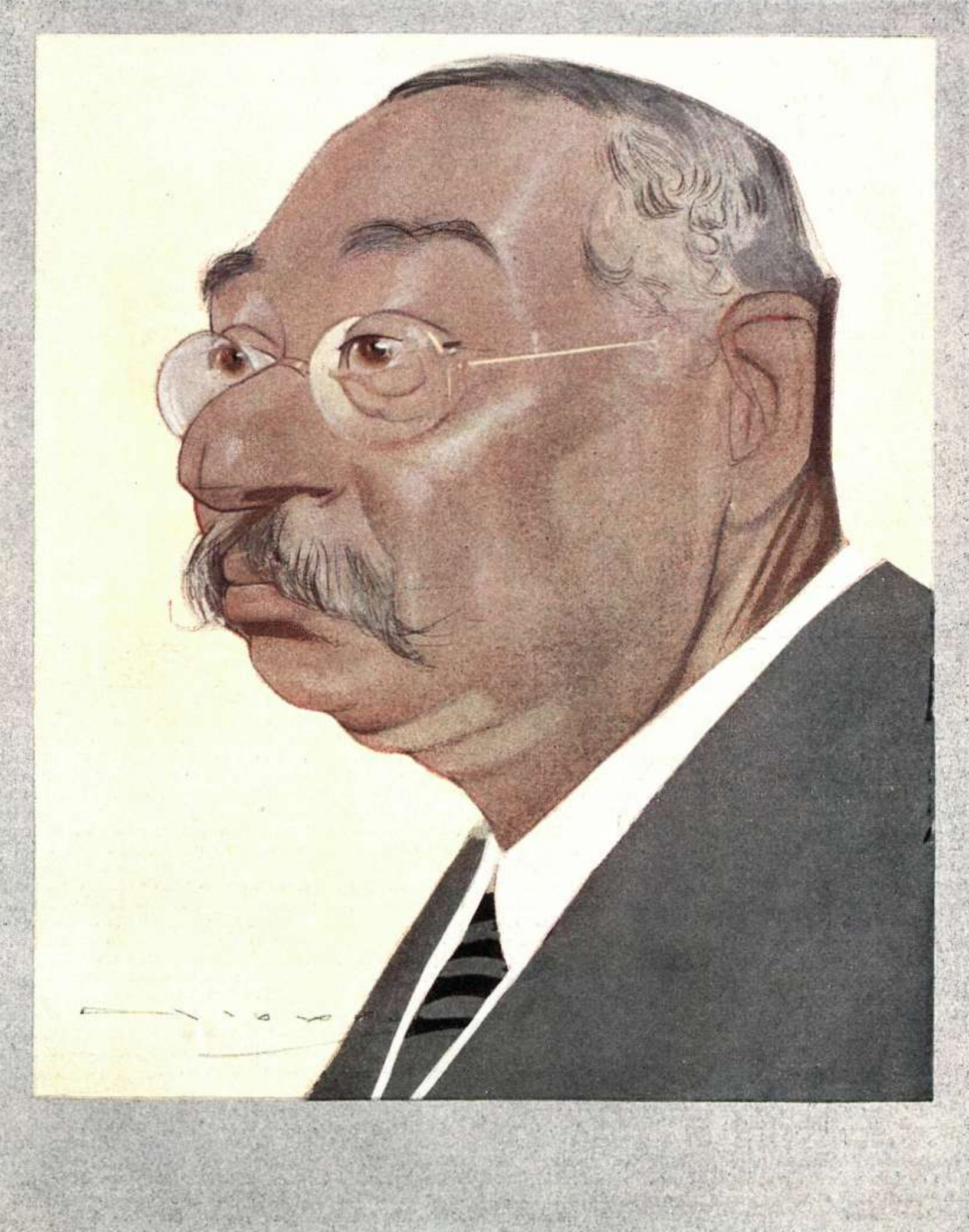
Retratado por Alonso en la revista Caras y Caretas (1917)

En 1886, ya de regreso en la Argentina, fue nombrado director de la Asistencia Pública. En ese cargo no sólo mejoró y amplió los servicios hospitalarios, sino que también, volcó todos sus conocimientos en una labor integral sobre higiene, salud y calidad de vida de la población, dirigiendo y sustentando la ampliación y creación de nuevos servicios hospitalarios, acercándole a la gente no sólo mejor atención médica sino también conocimientos sobre la importancia de la higiene y la prevención de las enfermedades.
En el ámbito académico, en 1887 Susini fue nombrado profesor titular de la cátedra Estudios Anatomopatológicos, tarea en la que se desempeñaría durante treinta años. Esta cátedra se convirtió con el tiempo en el Instituto de Anatomía Patológica, que actualmente se llama Instituto Susini. Además, creó el Museo de Anatomía Patológica.
En 1918, fue uno de los protagonistas de la Reforma Universitaria. El Presidente Hipólito Yrigoyen lo nombró Interventor de la Universidad de Córdoba, con el apoyo de los estudiantes reformistas. Sin embargo, la fuerte oposición de los sectores conservadores lo forzó a renunciar casi inmediatamente. Su libro "Los problemas sociales y la Iglesia Católica", fue publicado en 1919 por la Agencia Sud-Americana de Libros (Buenos Aires) 

## Familia
Su hijo, Enrique Telémaco Susini (1891-1972), fue un destacado pionero en la radio y el cine en Argentina.
- Datos: Q7697941
- Multimedia: Category:Telémaco Susini / Q7697941